# Ingibjörg Skaptadóttir
Ingibjörg Skaptadóttir, född 1867, död 1945, var en isländsk feminist.
Hon grundade 1895 tillsammans med sin mor Sigríður Þorsteinsdóttir den feministiska kvinnotidningen Framsókn, Islands första kvinnotidning, som de 1899 överlät på Ólafía Jóhannsdóttir och Jarþrúður Jónsdóttir. 